# Mr. Brightside
"Mr. Brightside" là một bài hát của ban nhạc người Mỹ The Killers nằm trong album phòng thu đầu tay của họ, Hot Fuss (2004). Nó được phát hành vào ngày 29 tháng 9 năm 2003 như là đĩa đơn đầu tiên trích từ album bởi Island Records và Lizard King Records. Bài hát được đồng viết lời và sản xuất bởi tất cả những thành viên của The Killers (Brandon Flowers, Dave Keuning, Mark Stoermer và Ronnie Vannucci Jr.), và là một trong những tác phẩm đầu tiên được ban nhạc sáng tác. "Mr. Brightside" là một bản alternative rock kết hợp với những yếu tố từ new wave, synth-pop, pop rock, synth-pop và power pop mang nội dung đề cập đến sự ghen tuông và hoang tưởng của một người đàn ông khi nghi ngờ người yêu đang lừa dối anh. Trước khi được phát hành làm đĩa đơn, nhóm đã thu âm nó dưới dạng bản thu nháp và phát miễn phí đến khán giả trong những buổi biểu diễn đầu tiên của họ vào năm 2002, và phiên bản này sau đó được đưa vào album tuyển tập của họ Direct Hits (2013).
Sau khi phát hành, "Mr. Brightside" nhận được những phản ứng tích cực từ các nhà phê bình âm nhạc, trong đó họ đánh giá cao giai điệu hấp dẫn, chất giọng của Flowers và quá trình sản xuất nó. Ngoài ra, bài hát còn gặt hái nhiều giải thưởng và đề cử tại những lễ trao giải lớn, bao gồm một đề cử giải Grammy cho Trình diễn song tấu hoặc nhóm nhạc giọng pop xuất sắc nhất tại lễ trao giải thường niên lần thứ 48. Ban đầu chỉ gặt hái những thành công nhỏ khi được phát hành lần đầu tiên, "Mr. Brightside" bắt đầu trở nên phổ biến hơn khi phát hành lại vào năm 2004, và là một trong những tác phẩm xuất hiện nhiều tuần nhất trong lịch sử bảng xếp hạng Anh quốc. Tại Hoa Kỳ, nó đạt vị trí thứ 10 trên bảng xếp hạng Billboard Hot 100, trở thành đĩa đơn đầu tiên trong sự nghiệp của The Killers vươn đến top 10 tại đây. Tính đến nay, nó đã bán được hơn 7 triệu bản trên toàn cầu, trở thành một trong những đĩa đơn bán chạy nhất mọi thời đại.
Hai video ca nhạc khác nhau đã được thực hiện cho "Mr. Brightside", trong đó phiên bản đầu tiên được thực hiện dưới phông nền đen trắng và bao gồm những cảnh The Killers hát trong một căn phòng trống. Video thứ hai được đạo diễn bởi Sophie Muller và tập trung khai thác câu chuyện về một mối quan hệ tay ba giữa Flowers và hai cô gái (do Izabella Miko và Eric Roberts thủ vai) với bối cảnh được lấy cảm hứng từ bộ phim năm 2001 Moulin Rouge!, đã chiến thắng một hạng mục tại giải Video âm nhạc của MTV năm 2005 cho Video của nghệ sĩ mới xuất sắc nhất. Để quảng bá bài hát, nhóm đã trình diễn "Mr. Brightside" trên nhiều chương trình truyền hình và lễ trao giải lớn, bao gồm CD:UK, Late Night with Conan O'Brien, Top of the Pops và giải Video âm nhạc của MTV năm 2005, cũng như trong nhiều chuyến lưu diễn của họ. Kể từ khi phát hành, bài hát đã được hát lại và sử dụng làm nhạc mẫu bởi nhiều nghệ sĩ, như Paul Anka, Fall Out Boy, Amy Macdonald, The Wanted và Boyce Avenue.

## Danh sách bài hát
| Đĩa CD tại châu Âu (2004) 1. "Mr Brightside" — 3:42 2. "Somebody Told Me" (Insider phối lại) — 5:00 Đĩa CD maxi tại châu Âu (2004) 1. "Mr Brightside" — 3:42 2. "Somebody Told Me" (Insider phối lại) — 5:00 3. "Mr Brightside" (Jacques Lu Cont's Thin White Duke phối) — 8:48 4. "Mr Brightside" (video bản gốc) — 3:45 Đĩa CD tại Anh quốc (2003) 1. "Mr Brightside" — 3:57 2. "On Top" — 4:21 3. "Smile Like You Mean It" — 3:56 4. "Who Let You Go" — 3:51 | Đĩa CD #1 tại Anh quốc (2004) 1. "Mr Brightside" (radio chỉnh sửa) — 3:50 2. "Change Your Mind" — 3:13 Đĩa CD #2 tại châu Âu (2004) 1. "Mr Brightside" (bản album) — 3:42 2. "Somebody Told Me" (Insider phối lại) — 5:00 3. "Midnight Show" (SBN trực tiếp) — 3:50 4. "Mr Brightside" (video bản gốc) — 3:47 Đĩa 7" tại Anh quốc (2004) 1. "Mr Brightside" (radio chỉnh sửa) — 3:50 2. "Who Let You Go" — 3:53 |

## Xếp hạng
| Bảng xếp hạng (2004-20)              | Vị trí cao nhất |
| ------------------------------------ | --------------- |
| Úc (ARIA)                            | 29              |
| Áo (Ö3 Austria Top 40)               | 61              |
| Đức (GfK)                            | 60              |
| Ireland (IRMA)                       | 48              |
| Ý (FIMI)                             | 40              |
| Hà Lan (Single Top 100)              | 66              |
| New Zealand (Recorded Music NZ)      | 15              |
| Scotland (OCC)                       | 12              |
| Anh Quốc (OCC)                       | 10              |
| Anh Quốc Indie (OCC)                 | 1               |
| Hoa Kỳ Billboard Hot 100             | 10              |
| Hoa Kỳ Adult Pop Airplay (Billboard) | 11              |
| Hoa Kỳ Alternative Songs (Billboard) | 3               |
| Hoa Kỳ Dance Club Songs (Billboard)  | 4               |
| Hoa Kỳ Pop Airplay (Billboard)       | 10              |

| Bảng xếp hạng (2010–2019)            | Vị trí |
| ------------------------------------ | ------ |
| UK Singles (Official Charts Company) | 12     |

| Bảng xếp hạng (2005)                 | Vị trí |
| ------------------------------------ | ------ |
| US Billboard Hot 100                 | 16     |
| US Pop Songs (Billboard)             | 32     |
| US Rock Songs (Billboard)            | 6      |
| Bảng xếp hạng (2007)                 | Vị trí |
| UK Singles (Official Charts Company) | 127    |
| Bảng xếp hạng (2008)                 | Vị trí |
| UK Singles (Official Charts Company) | 123    |
| Bảng xếp hạng (2009)                 | Vị trí |
| UK Singles (Official Charts Company) | 180    |
| Bảng xếp hạng (2012)                 | Vị trí |
| UK Singles (Official Charts Company) | 169    |
| Bảng xếp hạng (2013)                 | Vị trí |
| UK Singles (Official Charts Company) | 169    |
| Bảng xếp hạng (2017)                 | Vị trí |
| UK Singles (Official Charts Company) | 87     |
| Bảng xếp hạng (2018)                 | Vị trí |
| UK Singles (Official Charts Company) | 80     |
| Bảng xếp hạng (2019)                 | Vị trí |
| UK Singles (Official Charts Company) | 63     |

| Bảng xếp hạng                        | Vị trí |
| ------------------------------------ | ------ |
| UK Singles (Official Charts Company) | 48     |
| US Alternative Songs (Billboard)     | 187    |

## Chứng nhận
| Quốc gia | Chứng nhận  | Số đơn vị/doanh số chứng nhận |
| --- | ----------- | ----------------------------- |
| Brasil (Pro-Música Brasil) | Vàng        | 50.000*                       |
| Đức (BVMI) | Bạch kim    | 500.000‡                      |
| Ý (FIMI) | Bạch kim    | 50.000‡                       |
| New Zealand (RMNZ) | Vàng        | 5.000*                        |
| Anh Quốc (BPI) | 5× Bạch kim | 2,850,000                     |
| Hoa Kỳ (RIAA) | 2× Bạch kim | 3,500,000                     |
| * Chứng nhận dựa theo doanh số tiêu thụ. ^ Chứng nhận dựa theo doanh số nhập hàng. ‡ Chứng nhận dựa theo doanh số tiêu thụ và phát trực tuyến. |             |                               |